# Copa del President de la República de futbol 1934-35
La Copa del President de la República de futbol 1935 va ser la 33ena edició de la Copa d'Espanya.

## Detalls
La competició es disputà entre el 10 de març i el 30 de juny de 1935.
Equips participants:

Campionats regionals (14):
- Aragó: Arenas SD Zaragoza
- Astúries: Racing Club Langreano
- Illes Balears: CE Constància
- Biscaia: CD Getxo
- Illes Canàries: Club Victoria
- Cantàbria: Santoña FC
- Castella: AD Ferroviaria
- Galícia: Unión Sportiva Vigo
- Guipúscoa: CD Roca
- Múrcia: Cartagena FC
- Marroc: Ceuta Sport
- Navarra: CD Indarra
- Regió Sud: Xerez SC
- País Valencià: Nules FC

Campionats supra-regionals (36):
- Astúries: Oviedo FC, Sporting de Gijón, Stadium Club Avilesino
- Castella-Aragó: Madrid FC, Racing Club de Santander, Athletic Madrid, Nacional Madrid, Valladolid Deportivo, Zaragoza FC
- Catalunya: FC Barcelona, CE Sabadell, CE Júpiter, CD Espanyol, Girona FC, FC Badalona, EC Granollers
- Galícia: Club Celta, Deportivo de La Coruña, Racing Club de Ferrol
- Regió Llevant-Sud: Llevant FC, Sevilla FC, Hèrcules FC, València FC, Betis Balompié, Murcia FC, Gimnàstic FC, SC La Plana, Elx CF, CD Malacitano, Recreativo de Granada
- País Basc: Athletic Club de Bilbao, CA Osasuna, Arenas de Getxo, Donostia FC, Barakaldo FC, Unión Club

## Primera ronda
10 i 17 de març. Exempts: Xerez SC.
| Equip 1    | Global | Equip 2            | Anada | Tornada |
| ---------- | ------ | ------------------ | ----- | ------- |
| Santoña FC | 2-1    | Arenas SD Zaragoza | 1-1   | 1-0     |
| CD Roca    | 1-3    | CD Indarra         | 1-2   | 0-1     |
| Nules FC   | 3-7    | Cartagena FC       | 2-1   | 1-6     |

## Segona ronda
24 i 31 de març.
| Equip 1             | Global | Equip 2               | Anada | Tornada |
| ------------------- | ------ | --------------------- | ----- | ------- |
| Unión Sportiva Vigo | 3-2    | Racing Club Langreano | 0-2   | 3-0     |
| Santoña FC          | 3-7    | AD Ferroviaria        | 3-2   | 0-5     |
| CD Indarra          | 1-3    | CD Getxo              | 0-0   | 1-3     |
| Cartagena FC        | 4-6    | Xerez SC              | 3-1   | 1-5     |

## Tercera ronda
7 i 14 d'abril.
| Equip 1             | Global | Equip 2             | Anada | Tornada |
| ------------------- | ------ | ------------------- | ----- | ------- |
| CE Júpiter          | 5-3    | CD Getxo            | 4-0   | 1-3     |
| SC La Plana         | 1-7    | EC Granollers       | 0-4   | 1-3     |
| Recreativo Granada  | 2-2    | Xerez SC            | 1-1   | 1-1     |
| Racing Ferrol       | [ 4 ]  | AD Ferroviaria      |       |         |
| Deportivo La Coruña | [ 5 ]  | Unión Sportiva Vigo | 1-0   | 0-2     |

- Desempat:

| Equip 1            | Marcador | Equip 2  |
| ------------------ | -------- | -------- |
| Recreativo Granada | 1-4      | Xerez SC |

## Quarta ronda
24 i 28 d'abril.
| Equip 1        | Global | Equip 2             | Anada | Tornada |
| -------------- | ------ | ------------------- | ----- | ------- |
| Ceuta Sport    | 3-2    | Real Club Victoria  | 2-0   | 1-2     |
| AD Ferroviaria | 9-4    | Deportivo La Coruña | 5-1   | 4-3     |
| Xerez SC       | 1-2    | CE Júpiter          | 1-1   | 0-1     |
| CE Constància  | 3-5    | EC Granollers       | 2-2   | 1-3     |

## Cinquena ronda
1 i 5 de maig.
| Equip 1           | Global | Equip 2              | Anada | Tornada |
| ----------------- | ------ | -------------------- | ----- | ------- |
| Stadium Avilesino | 2-5    | Sporting de Gijón    | 2-2   | 0-3     |
| AD Ferroviaria    | 1-9    | Valladolid Deportivo | 0-5   | 1-4     |
| Athletic Madrid   | 3-2    | Nacional Madrid      | 3-2   | [ 9 ]   |
| Barakaldo FC      | 5-6    | Arenas de Getxo      | 3-2   | 2-4     |
| Unión Club        | 2-2    | Donostia FC          | 2-0   | 0-2     |
| Zaragoza FC       | 5-0    | CE Júpiter           | 2-0   | 3-0     |
| EC Granollers     | 4-5    | CD Espanyol          | 4-2   | 0-3     |
| Girona FC         | 2-7    | FC Badalona          | 0-1   | 2-6     |
| Gimnàstic FC      | 5-14   | València FC          | 2-5   | 3-9     |
| Murcia FC         | 2-4    | Hèrcules FC          | 2-3   | 0-1     |
| Elx CF            | 5-0    | CD Malacitano        | 5-0   | [ 10 ]  |
| Reial Betis       | 6-0    | Ceuta Sport          | 6-0   | [ 11 ]  |

- Desempat:

| Equip 1    | Marcador | Equip 2     |
| ---------- | -------- | ----------- |
| Unión Club | 3-0      | Donostia FC |

## Sisena ronda
9 i 12 de maig.
| Equip 1           | Global | Equip 2              | Anada | Tornada |
| ----------------- | ------ | -------------------- | ----- | ------- |
| Sporting de Gijón | 2-1    | Valladolid Deportivo | 2-1   | [ 9 ]   |
| Arenas de Getxo   | 1-6    | Athletic Madrid      | 0-3   | 1-3     |
| Zaragoza FC       | 4-1    | Unión Club           | 2-0   | 2-1     |
| FC Badalona       | 5-2    | CD Espanyol          | 5-2   | [ 14 ]  |
| València FC       | 4-3    | Hèrcules FC          | 3-1   | 1-2     |
| Reial Betis       | 5-0    | Elx CF               | 5-0   | [ 11 ]  |

## Vuitens de final
19 i 26 de maig.
| Equip 1           | Global | Equip 2          | Anada | Tornada |
| ----------------- | ------ | ---------------- | ----- | ------- |
| Athletic Club     | 2-5    | Reial Betis      | 1-2   | 1-3     |
| Club Celta        | 4-8    | CE Sabadell      | 4-3   | 0-5     |
| Llevant FC        | 5-2    | València CF      | 4-1   | 1-1     |
| Sporting de Gijón | 3-7    | FC Barcelona     | 1-2   | 2-5     |
| Athletic Madrid   | 5-5    | Racing Santander | 4-3   | 1-2     |
| Sevilla FC        | 1-0    | Madrid FC        | 1-0   | 0-0     |
| Reial Saragossa   | 2-1    | Real Oviedo      | 2-0   | 0-1     |
| FC Badalona       | 6-8    | CA Osasuna       | 4-3   | 2-5     |

- Desempat:

| Equip 1         | Marcador | Equip 2          |
| --------------- | -------- | ---------------- |
| Athletic Madrid | 3-1      | Racing Santander |

## Quarts de final
2 i 9 de juny.
| Equip 1         | Global | Equip 2     | Anada | Tornada |
| --------------- | ------ | ----------- | ----- | ------- |
| Reial Betis     | 1-3    | CE Sabadell | 1-1   | 0-2     |
| FC Barcelona    | 3-3    | Llevant FC  | 2-2   | 1-1     |
| Athletic Madrid | 4-5    | Sevilla FC  | 2-2   | 2-3     |
| Reial Saragossa | 5-7    | CA Osasuna  | 1-3   | 1-4     |

- Desempat:

| Equip 1    | Marcador | Equip 2      |
| ---------- | -------- | ------------ |
| Llevant FC | 3-0      | FC Barcelona |

## Semifinals
16 i 23 de juny.
| Equip 1    | Global | Equip 2     | Anada | Tornada |
| ---------- | ------ | ----------- | ----- | ------- |
| Llevant FC | 1-4    | CE Sabadell | 1-2   | 0-2     |
| Sevilla FC | 5-1    | CA Osasuna  | 4-1   | 1-0     |

## Final
| Sevilla FC                      | 3 - 0             | CE Sabadell |
| ------------------------------- | ----------------- | ----------- |
| Campanal 36', 78' · Bracero 89' | Report (castellà) |             |

## Campió
| Campions de la Copa d'Espanya 1935 |
| ---------------------------------- |
| Sevilla FC 1r títol                |